# Aloe schomeri
Aloe schomeri är en grästrädsväxtart som beskrevs av Werner Rauh. Aloe schomeri ingår i släktet Aloe och familjen grästrädsväxter. Inga underarter finns listade i Catalogue of Life.

## Bildgalleri

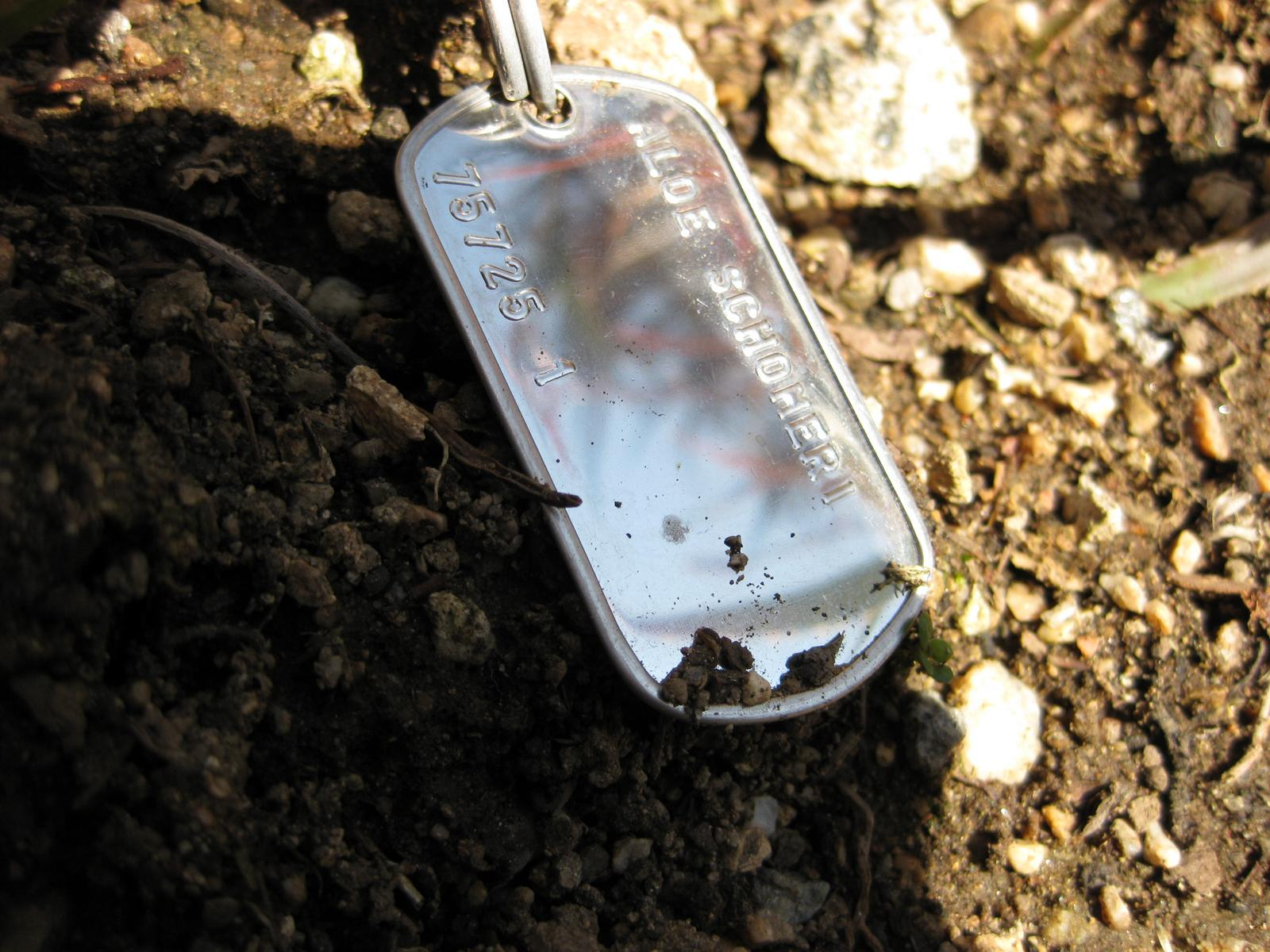
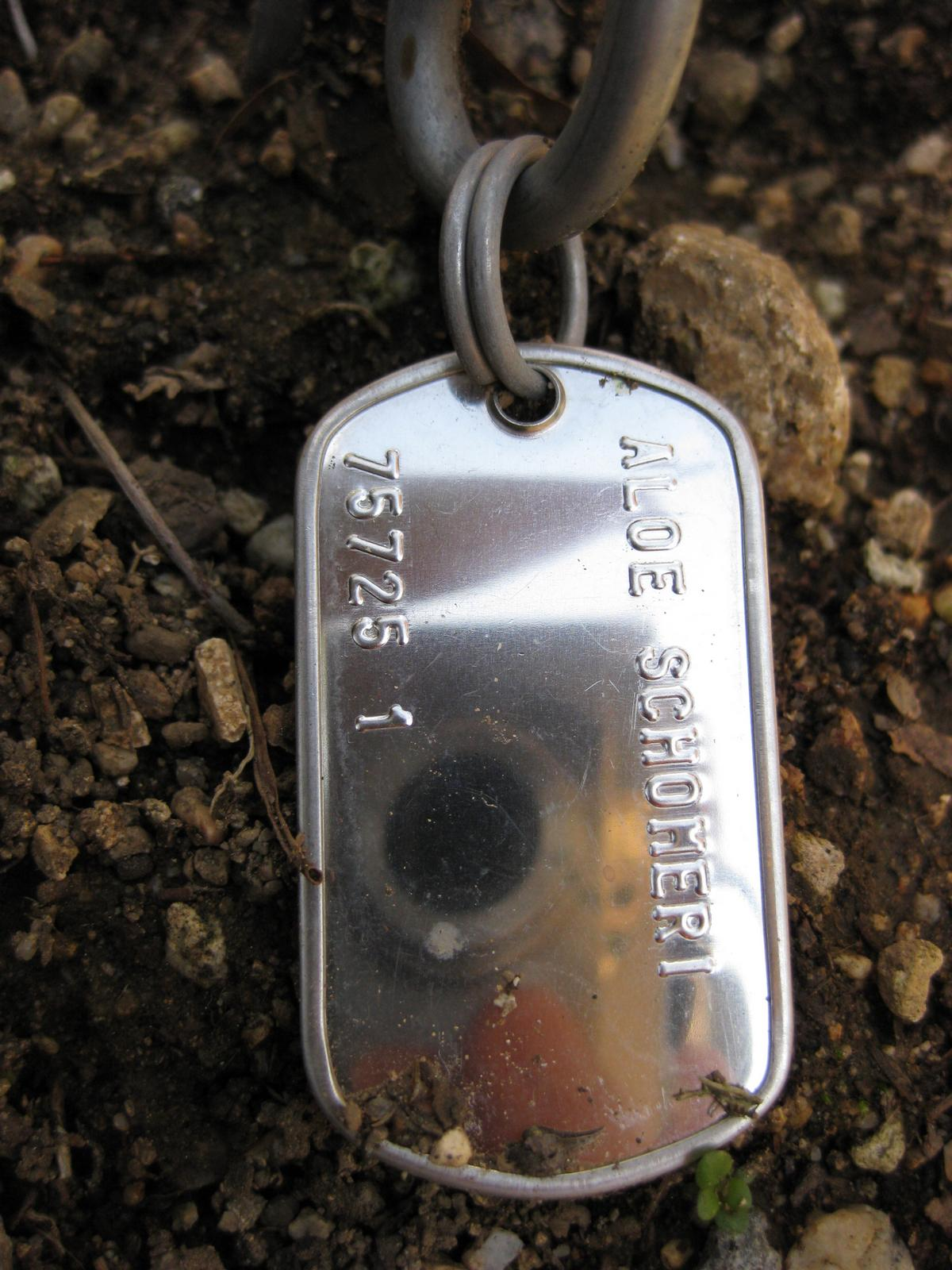